# Dipturus oregoni
Dipturus oregoni är en rockeart som först beskrevs av Bigelow och Schroeder 1958.  Dipturus oregoni ingår i släktet Dipturus och familjen egentliga rockor. IUCN kategoriserar arten globalt som otillräckligt studerad. Inga underarter finns listade i Catalogue of Life.